# لوچمابین
لوچمابین (به انگلیسی: Lochmaben) یک شهرک در اسکاتلند است که در دامفریس و گالووی واقع شده است.